# Ле-Лошёр
Ле-Лошёр (фр. Le Locheur) — коммуна во Франции, находится в регионе Нижняя Нормандия. Департамент коммуны — Кальвадос. Входит в состав кантона Вилле-Бокаж. Округ коммуны — Кан.
Код INSEE коммуны — 14373.

## Население
Население коммуны на 2010 год составляло 273 человека.
| 1962 | 1968 | 1975 | 1982 | 1990 | 1999 | 2010 |
| ---- | ---- | ---- | ---- | ---- | ---- | ---- |
| 177  | 188  | 183  | 186  | 242  | 280  | 273  |

## Экономика
В 2010 году среди 174 человек трудоспособного возраста (15—64 лет) 134 были экономически активными, 40 — неактивными (показатель активности — 77,0 %, в 1999 году было 79,1 %). Из 134 активных жителей работали 126 человек (64 мужчины и 62 женщины), безработных было 8 (4 мужчины и 4 женщины). Среди 40 неактивных 20 человек были учениками или студентами, 14 — пенсионерами, 6 были неактивными по другим причинам.